# Mohamed Khairy
Mohamed Khairy (arabisch محمد خيري, DMG Muḥammad Ḫairī; * 26. Dezember 1981) ist ein ägyptischer Snookerspieler.

## Karriere
2012 wurde Khairy Zweiter der Afrikameisterschaft, nachdem er im Finale dem südafrikanischen Exprofi Peter Francisco 3:6 unterlegen war. Da Francisco die Nominierung für die Profitour nicht annahm, rückte Khairy nach und erhielt einen Platz auf der Snooker Main Tour für mindestens zwei Jahre. Er war damit der erste Afrikaner auf der Profitour seit Mitte der 1990er Jahre.
Er nahm an der 6-Red World Championship 2012 in Thailand teil, kam jedoch nicht über den letzten Platz in seiner Gruppe hinaus. Er konnte die Qualifikation für die ersten Weltranglistenturniere aufgrund von Visumproblemen nicht bestreiten und verpasste ebenso die Turniere der PTC-Serie. Etwa in der Mitte der Saison waren die Probleme mit dem Visum ausgeräumt, sodass er bei der Qualifikation zu den Haikou World Open 2013 sein erstes Profimatch bestritt. Er unterlag Dechawat Poomjaeng aus Thailand mit 1:5. Aufgrund der vielen verpassten Turniere befand er sich am Ende der Saison 2013/14 in der offiziellen Weltrangliste auf Platz 121 und verlor damit seinen Platz auf der Main Tour.
2015 erreichte er erneut das Finale der Afrikameisterschaft und unterlag diesmal seinem Landsmann Hatem Yassin mit 5:6.